# سرگی موشنیکوف
سرگی موشنیکوف (انگلیسی: Sergei Mošnikov؛ زادهٔ ۷ ژانویهٔ ۱۹۸۸) بازیکن فوتبال اهل استونی است.
از باشگاه‌هایی که در آن بازی کرده‌است می‌توان به باشگال فوتبال توبول، باشگاه فوتبال هیرنفین، باشگاه فوتبال شاختار قراغندی، باشگاه فوتبال مینسک، باشگاه فوتبال فلورا تالین، باشگاه فوتبال اینفونت، و باشگاه فوتبال گورنیک زابژه اشاره کرد.
وی همچنین در تیم ملی فوتبال استونی بازی کرده‌است.